# Primera División de Venezuela 1998-99
La Temporada 1998-99 de la Primera División de Venezuela se inició el 9 de agosto de 1998 con la participación de 12 equipos, entre ellos el ascendido Nueva Cádiz FC y Atlético Zamora. Para esa temporada tres equipos modificaron sus nombres: el Deportivo Chacao cambió su nombre a Deportivo Italchacao, mientras que otros dos equipos cambiaron su nombre y sede, Atlético Zulia cambia de sede y pasa a ser ULA FC y Trujillanos FC cambia de sede y pasa a ser Internacional de Lara. Los clubes que se titularon campeones de los torneos Apertura y Clausura se clasificaron a la Liguilla Pre Libertadores 2000 contra otros dos equipos mexicanos.
Al culminar la temporada 1998-99 no se utilizó el sistema de descenso luego que Atlético Zamora y Minervén del Callao se retirarán en la mitad del campeonato por razones financieras.

## Equipos participantes
Los equipos participantes en la Temporada 1998-99 de la Primera División del Fútbol Venezolano son los siguientes:
| - Atlético Zamora - Carabobo FC - Caracas FC - Deportivo Italchacao - ULA FC - Estudiantes de Mérida |  | - Internacional de Lara - Mineros de Guayana - Minervén del Callao - Nacional Táchira - Nueva Cádiz FC - Unión Atlético Táchira |

## Torneo Apertura 1998

### Clasificación
|    | Equipo                 | PTS | JJ | JG | JE | JP | GF | GC | DG  |
| -- | ---------------------- | --- | -- | -- | -- | -- | -- | -- | --- |
| 1  | Unión Atlético Táchira | 50  | 22 | 15 | 5  | 2  | 42 | 21 | +21 |
| 2  | Estudiantes de Mérida  | 44  | 22 | 13 | 5  | 4  | 38 | 22 | +16 |
| 3  | Caracas FC             | 35  | 22 | 10 | 5  | 7  | 30 | 24 | +6  |
| 4  | ULA FC                 | 34  | 22 | 10 | 4  | 8  | 35 | 22 | +13 |
| 5  | Internacional de Lara  | 34  | 22 | 10 | 4  | 8  | 32 | 32 | 0   |
| 6  | Carabobo FC            | 30  | 22 | 8  | 6  | 8  | 22 | 24 | -2  |
| 7  | Nacional Táchira       | 28  | 22 | 7  | 7  | 8  | 30 | 27 | +3  |
| 8  | Deportivo Italchacao   | 28  | 22 | 8  | 4  | 10 | 24 | 28 | -4  |
| 9  | Nueva Cádiz FC         | 27  | 22 | 7  | 6  | 9  | 26 | 30 | -4  |
| 10 | Atlético Zamora        | 20  | 22 | 4  | 8  | 10 | 26 | 36 | -10 |
| 11 | Mineros de Guayana     | 20  | 22 | 5  | 5  | 12 | 30 | 42 | -12 |
| 12 | Minervén del Callao    | 15  | 22 | 4  | 3  | 15 | 14 | 41 | -27 |

Leyenda: PTS (Puntos), JJ (Juegos jugados), JG (Juegos Ganados), JE (Juegos Empatados), JG (Juegos Perdidos), GF (Goles a Favor), GC (Goles en Contra), DG (Diferencia de Goles).

## Torneo Clausura 1999

### Clasificación
|    | Equipo                 | PTS | JJ | JG | JE | JP | GF | GC | DG  |
| -- | ---------------------- | --- | -- | -- | -- | -- | -- | -- | --- |
| 1  | Deportivo Italchacao   | 36  | 18 | 10 | 6  | 2  | 28 | 13 | +15 |
| 2  | Estudiantes de Mérida  | 34  | 18 | 9  | 7  | 2  | 26 | 13 | +13 |
| 3  | ULA FC                 | 28  | 18 | 8  | 4  | 6  | 31 | 28 | +3  |
| 4  | Zulianos FC            | 22  | 18 | 5  | 7  | 6  | 34 | 33 | +1  |
| 5  | Internacional de Lara  | 22  | 18 | 6  | 4  | 8  | 25 | 25 | 0   |
| 6  | Mineros de Guayana     | 22  | 18 | 5  | 7  | 6  | 32 | 36 | -4  |
| 7  | Nacional Táchira       | 21  | 18 | 5  | 6  | 7  | 19 | 29 | -10 |
| 8  | Caracas FC             | 20  | 18 | 4  | 8  | 6  | 20 | 22 | -2  |
| 9  | Carabobo FC            | 18  | 18 | 4  | 6  | 8  | 17 | 23 | -6  |
| 10 | Unión Atlético Táchira | 16  | 18 | 3  | 7  | 8  | 18 | 28 | -10 |

Leyenda: PTS (Puntos), JJ (Juegos jugados), JG (Juegos Ganados), JE (Juegos Empatados), JG (Juegos Perdidos), GF (Goles a Favor), GC (Goles en Contra), DG (Diferencia de Goles).

## Final
| 30 de mayo de 1999 | Deportivo Italchacao                                 | 5-1 (3-0) | Unión Atlético Táchira | Olímpico de la UCV, Caracas    |                                |
|                    | Rogerio Pereyra 12', 13', 43', 64' Dionny Guerra 63' |           | Raul Brocero 51'       | Asistencia: 8.000 espectadores | Asistencia: 8.000 espectadores |

| 6 de junio de 1999                                                               | Unión Atlético Táchira | 1-2 (1-0) | Deportivo Italchacao                      | Pueblo Nuevo, San Cristóbal    |                                |
|                                                                                  | Gerzon Chacón 32'      |           | Cristian Cásseres 70' Rogeiro Pereyra 72' | Asistencia: 6.000 espectadores | Asistencia: 6.000 espectadores |
| Deportivo Italchacao consigue su 5to título de la Primera División de Venezuela. |                        |           |                                           |                                |                                |

Deportivo Italchacao

Campeón

## Tabla Acumulada

### Clasificación
|    | Equipo                     | PTS | JJ | JG | JE | JP | GF | GC | DG  |                                |
| -- | -------------------------- | --- | -- | -- | -- | -- | -- | -- | --- | ------------------------------ |
| 1  | Estudiantes de Mérida      | 78  | 40 | 22 | 12 | 6  | 64 | 35 | +29 |                                |
| 2  | Unión Atlético Táchira     | 66  | 40 | 18 | 12 | 10 | 60 | 49 | +11 | Liguilla Pre Libertadores 2000 |
| 3  | Deportivo Italchacao       | 64  | 40 | 18 | 10 | 12 | 52 | 41 | +11 | Liguilla Pre Libertadores 2000 |
| 4  | ULA FC                     | 62  | 40 | 18 | 8  | 14 | 66 | 50 | +16 |                                |
| 5  | Caracas FC                 | 55  | 40 | 14 | 13 | 13 | 50 | 46 | +4  |                                |
| 6  | Zulianos FC/Nueva Cádiz FC | 49  | 40 | 12 | 13 | 15 | 60 | 63 | -3  |                                |
| 7  | Nacional Táchira           | 49  | 40 | 12 | 13 | 15 | 49 | 56 | -7  |                                |
| 8  | Carabobo FC                | 48  | 40 | 12 | 12 | 16 | 39 | 47 | -8  |                                |
| 9  | Internacional de Lara      | 44  | 40 | 16 | 8  | 16 | 57 | 57 | 0   |                                |
| 10 | Mineros de Guayana         | 42  | 40 | 10 | 12 | 18 | 62 | 78 | -16 |                                |
| 11 | Atlético Zamora            | 20  | 22 | 4  | 8  | 10 | 26 | 36 | -10 | Descenso                       |
| 12 | Minervén del Callao        | 15  | 22 | 4  | 3  | 15 | 14 | 41 | -27 | Descenso                       |

Leyenda: PTS (Puntos), JJ (Juegos jugados), JG (Juegos Ganados), JE (Juegos Empatados), JG (Juegos Perdidos), GF (Goles a Favor), GC (Goles en Contra), DG (Diferencia de Goles).

### Goleador
| Jugador | Jugador             | Jugador         | Goles | Equipo                     |
| ------- | ------------------- | --------------- | ----- | -------------------------- |
| 1       | Bandera de Colombia | Gustavo Fonseca | 24    | Club Internacional de Lara |